# Club Baloncesto San José León
Il Club Baloncesto San José è una società spagnola femminile di pallacanestro di León, fondata nel 1998.